# 大利茨訥山
46°53′10.9″N 10°02′18.6″E / 46.886361°N 10.038500°E

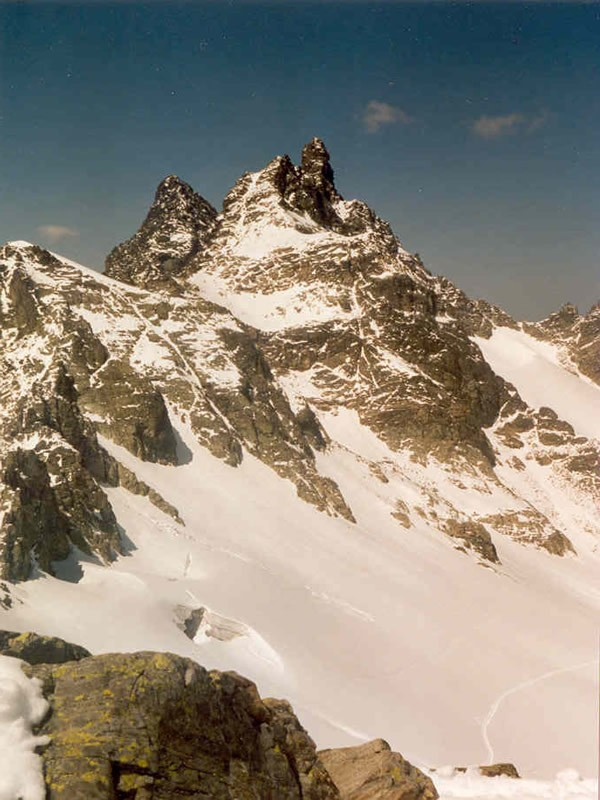

大利茨訥山（德語：Großlitzner），是中歐的山峰，位於奧地利和瑞士接壤的邊境，屬於錫爾夫雷塔阿爾卑斯山脈的一部分，海拔高度3,109米，每年平均降雨量1,367毫米。